# Diclidocella yackatoon
Diclidocella yackatoon is een pissebed uit de familie Sphaeromatidae. De wetenschappelijke naam van de soort is voor het eerst geldig gepubliceerd in 1995 door Bruce.